# Lieuwe de Boer
Lieuwe de Boer (Ureterp, 26 juni 1951) is een Nederlands oud-langebaanschaatser. Hij nam eenmaal deel aan de Olympische Spelen en won hierbij één medaille. 
De Boer deed eerst aan fietsen, maar stapte over op het schaatsen nadat hij hard gevallen was. Hij specialiseerde zich in de 500 m. Hij werd Nederlands kampioen sprint in 1981. In 1979 en 1980 werd hij tweede, in 1978 en 1982 derde. Hij nam deel aan de Olympische Winterspelen in 1980 in Lake Placid. Daar won hij een bronzen medaille op de 500 meter, achter Eric Heiden en Jevgeni Koelikov. Tevens werd hij daar tiende op de 1000 meter. Hij kwalificeerde zich ook voor de Olympische Winterspelen 1984 in Sarajevo, maar werd niet geselecteerd.
Na zijn schaatscarrière werd hij trainer van Fries talent.

## Persoonlijke records
| Afstand    | Tijd    | Datum            | Baan       |
| ---------- | ------- | ---------------- | ---------- |
| 500 meter  | 37,66   | 31 januari 1981  | Davos      |
| 1000 meter | 1.16,65 | 20 januari 1980  | Davos      |
| 1500 meter | 2.02,44 | 30 december 1981 | Inzell     |
| 3000 meter | 4.49,2  | 1 maart 1982     | Heerenveen |
| 5000 meter | 8.30,3  | 2 maart 1982     | Heerenveen |